# 283년

## 연호
- 서진(西晉) 태강(太康) 4년

## 기년
- 서진(西晉) 무제(武帝) 19년
- 신라(新羅) 미추 이사금(味鄒泥師今) 22년
- 고구려(高句麗) 서천왕(西川王) 14년
- 백제(百濟) 고이왕(古爾王) 50년

## 사건
- 음력 9월, 백제가 신라의 변경을 침략하였다.
- 음력 10월, 백제가 귀곡성(槐谷城)을 포위하니, 일길찬 양질에 명하여 병사를 이끌고 이를 막았다.

## 참고 문헌
- 김부식 (1145). 〈권02 미추 이사금 條〉. 《삼국사기》.